# Síntesi del criteri valencianista
La Síntesi del críteri valencianista és un opuscle redactat per Eduard Martínez i Ferrando l'any 1918 i editat a la ciutat de Barcelona per la Joventut Valencianista, i es considera el primer text teòric del valencianisme d'arrel catalanista. El text es va començar a publicar un any abans, el 1917, a la revista "Ofrena", òrgan de la "Nostra Parla" on escrivien intel·lectuals de tots els Països Catalans i es distribuïa per tot el territori. Posteriorment Joventut Valencianista en col·laboració amb la revista en faria una edició en format de fullet.

## Contingut de l'escrit
El document conté una introducció i 4 escrits sobre el País Valencià tractats des del punt de vista històric i identitari, el darrer del qual és de caràcter documental, on inclou cites i textos on es deixa palesa la catalanitat dels valencians al llarg de la història.
1. El reialme de València, Estat de Catalunya
2. El decandiment valencià
3. Revifalla nacional. Nous horitzons
4. Aplec documental històric sobre la catalanitat inconclusa de València